# شهریار یکم پادوسپانی
شهریار پور پادوسپان یا شهریار اول چهارمین اسپهبد دودمان پادوسپانیان بود که میان سال‌های ۱۴۵ تا ۱۷۵ هجری، به مدت ۳۰ سال حکومت داشت.
شهریار پس از کناره‌گیری پدرش، پادوسپان دوم، به حکومت رسید. او کلار را به عنوان پایتخت برگزید. شهریار در شورش طبرستان، که در هجدهمین سال حکومتش علیه عرب‌ها رخ داد، شرکت کرد. در این زمان پدر شهریار هنوز زنده بود و او را تشویق کرد که با وندادهرمزد، اسپهبد قارنوندی، و شروین، اسپهبد باوندی، متحد و هم‌پیمان شود. در روزی از سال ۱۶۳ هجری، اینان تمامی عرب‌های مستقر در سراسر طبرستان را کشتند. تنها عمر بن علاء که در کجور بود، چون با خلیفه اختلاف داشت، امان یافت و در سعیدآباد ماند.